# Lozenets (Sofia)
Lozenets (Bulgaars: Лозенец) is een van de 24 districten van Sofia. Op 1 februari 2011 telde het district 53.080 inwoners. Lozenets staat bekend als een moderne woonwijk met een aantal luxe nieuwbouwappartementen. Daarnaast zijn er veel flatgebouwen uit het communistisch tijdperk. Er zijn veel culturele en educatieve instellingen, waaronder 13 scholen en drie referentiebibliotheken (Bulgaars: читалище, tsjitalisjte).

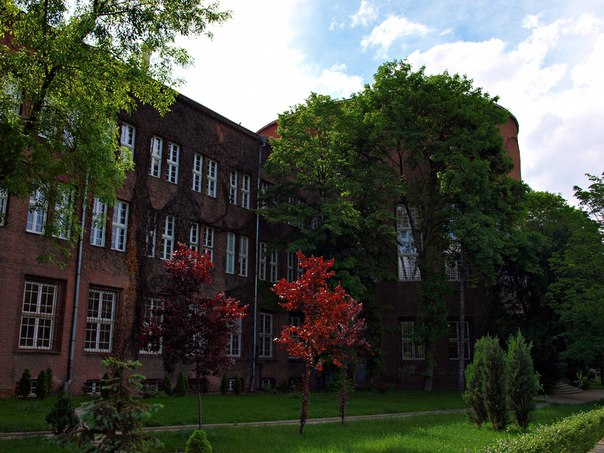
Faculteit der Natuurwetenschappen